# Mary Beard
Mary Beard OBE, FSA, FBA (1955. január 1. Much Wenlock, Shropshire, Egyesült Királyság) brit klasszika-filológus, ókortörténész, a Cambridge-i Egyetem Ókortudományi Tanszékének professzora, a világ egyik legismertebb ókortudósa. A Newnham College és a Brit Tudományos Akadémia tagja és a Brit Királyi Művészeti Akadémia latin professzora. Tudományos munkássága mellett igen ismert a Times Literary Supplement rendszeres blogírójaként (A Don's life) és az angolszász világ egyik legaktívabb tudománynépszerűsítőjeként. Számos, az ókori Rómáról és a római kultúráról szóló dokumentumfilm-sorozat szerkesztője és szereplője.

## Életútja
Joyce Emily Beard és Roy W. Beard gyermekeként született 1955. január 1-én a Shropshire-i Much Wenlockban. Középiskolai tanulmányait a Shrewsbury-i Líceumban folytatta, nyaranta többször vett részt régészeti ásatásokon is, elsősorban anyagi okokból. Iskolai tanárai, különösen irodalomtanára, Frank McEachran nagy hatást gyakorolt későbbi fejlődésére.
A Cambridge-i Egyetem Newnham College-ába iratkozott be. Itt folytatta alapképzéses és doktori tanulmányait is, doktori disszertációja (témavezető: prof.John Crook akadémikus) a késő köztársaságkori római vallással foglalkozott Cicero munkásságát elemezve ( The State Religion in the Late Roman Republic: A Study Based on the Works of Cicero). 1979 és 1982 között a King's College óraadója, majd 1984-től a Newnam College tagja (fellow) és egyetlen női tanára lett az ókortudományi tanszéken. 1992 óta rendszeresen ír a Times Literary Suppelment irodalmi oldalára közéleti, politikai és ókortudományi témákban, különös hangsúlyt fektetve a nők kortárs szerepére a tudományban és közéletben.
Publicisztikai írásai révén vált közismertté a brit nagyközönség körében is, melynek köszönhetően 1994 óta rendszeresen megjelenik a BBC és más csatornák nagy sikerű ismeretterjesztő filmjeiben, sorozataiban. 2001. szeptember 11. után élesen bírálta az Egyesült Államok külpolitikáját, melynek köszönhetően a tengeren túl is igen népszerű lett. 2004 óta a Cambridge-i Egyetem Ókortudományi Tanszékének professzora, ahol számos kurzust tart római kultúráról, művészetről, vallásról és a római civilizáció recepciójáról.
2008-2009-ben a kaliforniai Berkeley Egyetem előadója volt. A 2010-ben készült nagysikerű Pompeii: egy város élete és halála című dokumentumfilmjének köszönhetően egyre gyakrabban jelenik meg dokumentumfilmekben. Tudományos munkássága mellett egyike az angolszász közélet egyik legismertebb feministáinak, legutóbbi, 2017-ben megjelent könyve (Nők és a hatalom: egy manifesztum) nagy sikernek örvendett. Az ókori Róma történetéről irt 2015-ös nagymonográfiája egyike a legsikeresebb tudománynépszerűsítő munkáknak a kortárs ókortudomány területén. A kötetet számos nyelvre – spanyolra, németre, románra is – lefordították, magyar fordítása készülőben van.

## Munkássága
Egyike azon kevés ókortudósoknak, akiket a tudományos szakma és a nagyközönség is egyaránt elismer szakmai érdemeiért. Tudományos munkáiban egyedülálló módon ötvözi az ókori auktor-forrásokat, régészeti forrásanyagot és a kortárs antropológia és szociológia legújabb elméleteit is. Az ókori Róma történetét elsősorban egy szubjektív, az adott kor történetíróinak szemszögéből láttatja, azt vallja, hogy minden történetírás az adott kor történetíróinak reflexiója. Nagy hangsúlyt fektet az ókori Róma mai üzenetére, a klasszikus ókortudomány mai társadalomban betöltött szerepének elemzésére is.
Az 1998-ban Simon Price és John North-al irt kötete a Római vallásról paradigmaváltó munkának számitott a római vallás kutatásában, az angolszász egyetemi oktatásban egyike a leggyakrabban használt munkáknak a témában. Tudományos és tudománynépszerűsítő munkásságát számos kitüntetéssel díjazták: 2016-ban elnyerte a spanyolországi Asztúria-hercegnője díjat.

## Munkái

### Kötetek
- Rome in the Late Republic (társszerző: Michael Crawford, 1985, revised 1999); ISBN 0-7156-2928-X
- The Good Working Mother's Guide (1989); ISBN 0-7156-2278-1
- Pagan Priests: Religion and Power in the Ancient World szerkesztőtárs: John North, 1990); ISBN 0-7156-2206-4
- Classics: A Very Short Introduction (társszerző: John Henderson, 1995); ISBN 0-19-285313-9
- Religions of Rome (társszerzők: John North és Simon Price, 1998); ISBN 0-521-30401-6 (vol. 1), ISBN 0-521-45015-2 (vol. 2)
- The Invention of Jane Harrison (Harvard University Press, 2000); ISBN 0-674-00212-1 (About Jane Ellen Harrison, 1850-1928, one of the first female career academics)
- Classical Art from Greece to Rome (társszerző: John Henderson, 2001); ISBN 0-19-284237-4
- The Parthenon (Harvard University Press, 2002);ISBN 186197292X. Magyar fordítása: Mary Beard: A világ csodái. A Parthenon. Golden Book Kiadó, Budapest, 2006.
- The Colosseum (társszerző: Keith Hopkins, Harvard University Press, 2005); ISBN 1-86197-407-8
- The Roman Triumph (Harvard University Press, 2007);[18] ISBN 0-674-02613-6
- Pompeii: The Life of a Roman Town (2008); ISBN 1-86197-516-3 (Amerikai kiadása: The Fires of Vesuvius: Pompeii Lost and Found; Harvard University Press)
- Confronting the Classics: Traditions, Adventures and Innovations (Profile Books, 2013); ISBN 1-78125-048-0
- Laughter in Ancient Rome: On Joking, Tickling, and Cracking Up (University of California Press, 2014); ISBN 0-520-27716-3
- SPQR: A History of Ancient Rome (Profile Books, 2015); ISBN 9780871404237. Magyar fordítása: SPQR: Az ókori Róma története. (Kossuth Kiadó, Budapest, 2018), ISBN 978-963-09-9317-3
- Women & Power: A Manifesto (Profile Books, 2017); ISBN 978-1788160605
- Civilisations: How Do We Look / The Eye of Faith (Profile Books, 2018); ISBN 978-1781259993

### Tanulmányai
- While Ridgeway lives research can ne’er be dull. In: C. Stray (Hrsg.): The Owl of Minerva: Cambridge Praelections 1906. (Cambridge, 2004)
- Ciceronian Correspondences: making a Book out of Letters. In: T. P. Wiseman (Hrsg.): Classics in Progress, (London, 2002), S. 103–144.
- The Roman and the Foreign: The Cult of the „Great Mother“ in Imperial Rome. In: Nicholas Thomas, Caroline Humphrey (Hrsg.): Shamanism, History, and the State (1996), 164–189.
- Re-reading (Vestal) virginity. In: Richard Hawley, Barbara Levick (Hrsg.): Women in Antiquity. New Assessments. Routledge, London/ New York 1995, ISBN 0-415-11368-7, S. 166–177.
- Looking (harder) for Roman myth: Dumézil, declamation and the problems of definition. In: Fritz Graf (Hrsg.): Mythos in mythenloser Gesellschaft: das Paradeigma Roms(Colloquium Rauricum III, Stuttgart, 1993), 44–64.
- Souvenirs of culture: deciphering (in) the museum. In: Art History. 15 (1992), 505–532.
- A Complex of Times: no more sheep on Romulus' birthday. In: Proceedings of the Cambridge Philological Society. 1987, 1–15.
- The Sexual Status of Vestal Virgins. In: Journal of Roman Studies. 70 (1980), 12–27.

### Filmjei
- Pompeii: life and death in a Roman town (2010)
- Meet the Romans with Mary Beard (2012)
- Caligula with Mary Beard (2013)[19]
- Rome: Empire without limit (2016)[20]
- Pompeii: new secrets revealed (2016)[21]
- Julius Caesar revealed (2018)

## Magyarul
- A Parthenon; ford. Bíró Blanka; Gold Book, Debrecen, 2006 (A világ csodái)
- S.P.Q.R. Az ókori Róma története; ford. Barabás József; Kossuth, Budapest, 2018
- Pompeii. Egy római város élete; ford. Böröczki Tamás; Kossuth, Bp., 2022
- Tizenkét császár. A hatalom képei az ókortól a modern világig; ford. Rindó Klára; Kossuth, Bp., 2023
- Róma császára; ford. Rindó Klára, Szabados Tamás; Kossuth, Bp., 2024